# NGC 5886
NGC 5886 é uma galáxia elíptica (E-S0) localizada na direcção da constelação de Boötes. Possui uma declinação de +41° 14' 02" e uma ascensão recta de 15 horas, 12 minutos e 45,4 segundos.
A galáxia NGC 5886 foi descoberta em 13 de Maio de 1828 por John Herschel.